# Mihai Popescu (actor)
Pentru alte persoane cu acest nume, vedeți Mihai Popescu (dezambiguizare).
Mihai Popescu (n. 22 iulie 1909, Târgoviște, Dâmbovița, România – d. 24 februarie 1953, București, România) a fost un actor român, societar al Teatrului Național din București.
Strălucește atât în țară, cât și peste hotare (Viena), impunându-se și ca actor de limbă germană. De asemenea, se afirmă ca profesor la Conservatorul de Artă Dramatică din București în perioada 1951-1953, fiind considerat unul dintre precursorii Teatrului românesc modern.

## Biografie
Mihai Popescu a fost fiul preotului Niculae M. Popescu (1881-1963), personalitate de o cultură excepțională, specialist în istoria Bisericii Ortodoxe Române, iubitor de artă.
După absolvirea Colegiului Sfântul Sava din București, se înscrie la Conservatorul de Artă Dramatică în clasa Luciei Sturza Bulandra, care la dispariția prematură a fostului său student, îl va evoca pentru: pasiunea cu care studia, pentru sensibilitatea, cultura și inteligența sa, cât mai ales pentru adevăratul cult ce-l avea pentru profesiunea de actor. La examenul de absolvire se prezintă cu Comedia Zorilor de Mircea Ștefănescu. În stagiunea 1931-1932 apare pe scena companiei Maria Ventura, devenind partener artistic al marei actrițe. Călătorește în Franța, apoi în Germania și Austria, luând contact cu spectacolele de factură barocă și cu modelul clasic vienez. În toamna anului 1933 se înscrie la seminarul celebrului regizor Max Reinhardt, adăpostit într-o aripă a palatului Schönbrunn din Viena. Principiul pedagogic de bază era cel al aplicațiilor practice. Se punea accent pe arta declamației, vorbire scenică, dicțiune, mișcare, gestică și mimică. Cursurile de artă dramatică erau împletite cu cele de dans, muzică, gimnastică. După anii de studiu la Viena, este recrutat pentru spectacolele Jedermann de Hugo von Hoffmanstahl și Faust de Goethe, la Salzburg, devenind actor de limbă germană. E angajat mai întâi la Stadttheater din Bielitz, apoi la Volkstheater din Viena, unde este distribuit în rolul lui Laerte din Hamlet de Shakespeare. Pe scenele vieneze joacă până în 1938 în multe spectacole, printre care Cum vă place de Shakespeare, Maria Stuart de Schiller, Ifigenia în Taurida de Goethe.
Reîntors în țară îl întâlnim în stagiunea 1939-1940 pe afișul Teatrului Maria Filotti din București (Calul năzdrăvan, Domnișoara Butterfly), apoi la Teatrul Comedia, unde se întâlnește cu George Vraca (rolul Franz van Moor în Hoții lui Schiller). Este angajat la Teatrul Național din București, unde va interpreta multe și diferite roluri: Oswald din Strigoii de Ibsen, Armand Duval din Dama cu Camelii de Alexandru Dumas-Fiul, Romeo din Romeo și Julieta și Iago din Othello de Shakespeare. Printre ultimele succese de după război este de menționat rolul principal din Mașina de scris de Jean Cocteau și rolul lui Bălcescu din piesa Nicolae Bălcescu de Camil Petrescu.
Mihai Popescu a fost prezent și în emisiunea "Teatru la Microfon" a Radiodifuziunii Române, păstrându-se înregistrările cu Intrigă și Iubire de Schiller, avându-l partener pe Ion Manolescu, și Egmont de Goethe.
Mihai Popescu se numără printre actorii de prim rang ai teatrului românesc, prototip al actorului intelectual, capabil să transmită profunzimea ideilor și propria sa concepție.
Prin Decretul nr. 43 din 23 ianuarie 1953 al Prezidiului Marii Adunări Naționale a Republicii Populare Romîne, actorului Mihai Popescu i s-a acordat titlul de Artist Emerit al Republicii Populare Romîne „pentru merite deosebite, pentru realizări valoroase în artă și pentru activitate merituoasă”.
A murit la 24 februarie 1953 în urma unei operații pentru îndepărtarea unei tumori la creier. A fost înmormântat în Cimitirul Bellu.

## Distincții
- Ordinul Meritul Cultural în gradul de Medalie cl. I, pentru teatru (23 septembrie 1942)[4]
- titlul de Artist Emerit al Republicii Populare Române (23 ianuarie 1953) „pentru merite deosebite, pentru realizări valoroase în artă și pentru activitate merituoasă”[5]

## Filmografie
- Doamna de la etajul II (1937)
- Cetatea Fermecată (1945)